# Carlo Grossi (pittore)

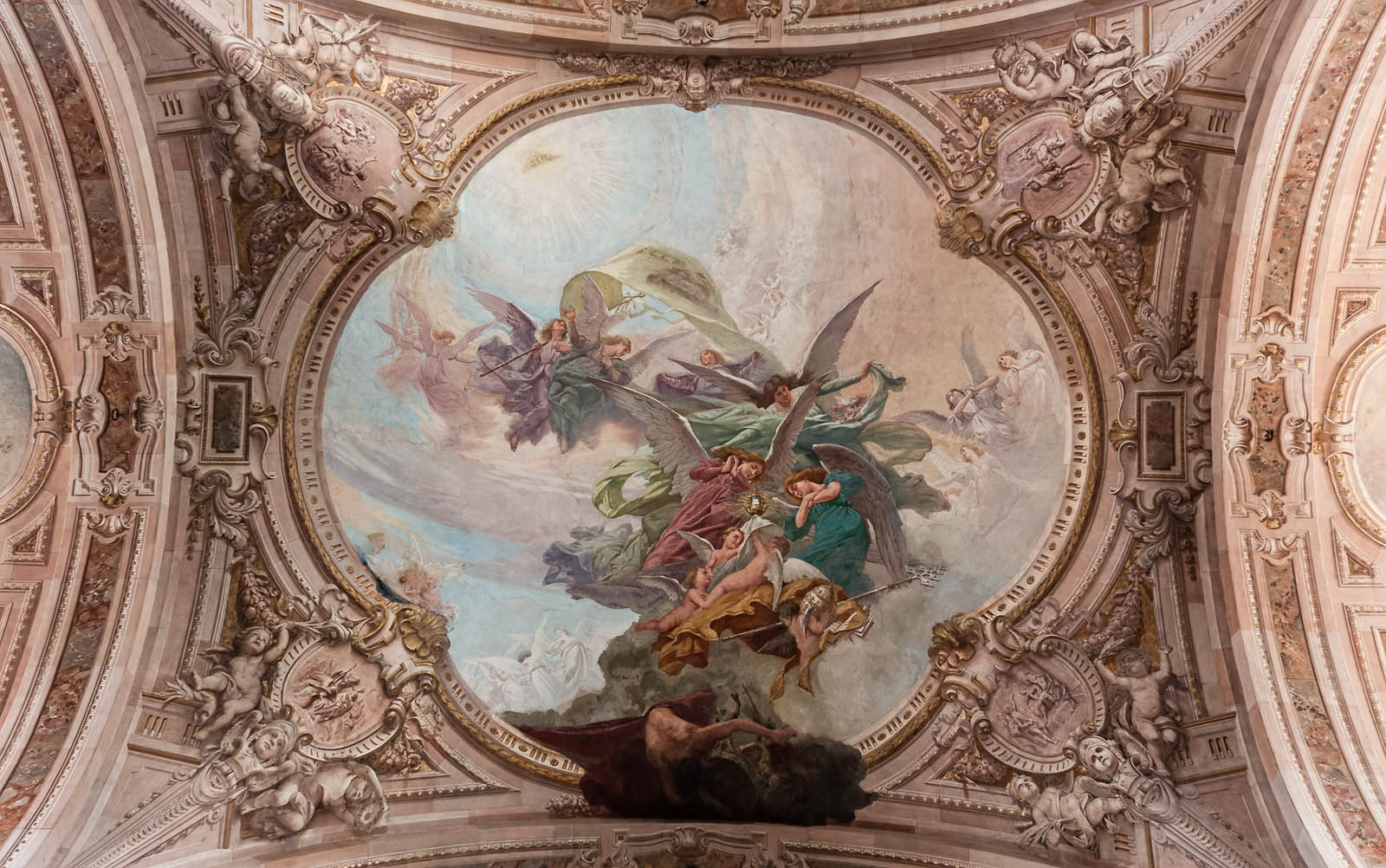
Trionfo del Santissimo Sacramento, 1908-1911, affresco, Basilica di San Giovanni Battista, Busto Arsizio

Carlo Grossi (Carpi, 1857 – Milano, 1931) è stato un pittore italiano.

## Biografia
Studiò all'Istituto d'Arte di Modena ed in seguito si trasferì a Milano.
Tra le sue opere principali ci sono la decorazione della cupola e delle volte della Basilica di san Giovanni Battista a Busto Arsizio insieme a Pirro Bottaro e Giuseppe Caremi, alcuni dipinti per la parrocchiale di Castellanza, un affresco allegorico nella Villa Ottolini-Tosi, alcuni ritratti nella Quadreria dell'ospedale di Busto Arsizio e la volta dell'ex teatro Dona Amelia di Lisbona.